# Raja Harishchandra
Raja Harishchandra è un film di genere mitologico del 1913 diretto da Dhundiraj Govind Phalke. È il primo film indiano. La pellicola ci è giunta incompleta.

## Trama
Il re Harishchandra e la regina Taramati stanno insegnando al figlioletto Rohitashva a tirare con l'arco. Il re viene poi invitato ad una battuta di caccia: qui, seguendo una voce femminile che si lamenta, Harishchandra giunge dove il saggio Vishvamitra sta compiendo un'evocazione. Profondamente affranto per aver interrotto la cerimonia, Harishchandra offre al saggio addirittura il proprio regno.
Harishchandra, con moglie e figlio, viene inviato in un viaggio da Vishvamitra, per preparare la donazione sacrificale "Dakṣiṇa". Rohitashva trova la morte in terra straniera, e Taramati, mentre si sta recando dal re dei Doms per chiedere il permesso di cremare il corpo del figlio, viene falsamente accusata da Vishvamitra di aver ucciso il principe di Kashi.